# Lucio Rojas
Lucio Alejandro Rojas (Santiago de Chile, 17 de agosto de 1978) es un director de cine, guionista y productor chileno especializado en el género de terror.

## Biografía
Lucio Rojas nació en Santiago. Vivió gran parte de su infancia y adolescencia en Aysén y Coyhaique.
Entre 1999 y 2004 estudió Administración Pública en la Universidad de Chile y, posteriormente, ingresó a la Escuela de Cine de Chile.
Ha estrenado seis largometrajes: en 2011 Muerte Ciega (Zombie Dawn para Estados Unidos), mientras era estudiante de cine. Como tesis de egreso de la escuela, realiza en el 2014 el film experimental Perfidia.
El año 2015 estrena en el festival de cine fantástico de Sitges, el survival Sendero y a finales del 2017 estrena Trauma, considerada una de las revelaciones del año y dentro de los films más potentes de la temporada. Ambas películas fueron adquiridas por Prime Video.
Estrenó el 25 de septiembre del 2020 en el Festival Sant Cugat Fantastic, la antología de horror/biológico ILL. Final Contagium, coproducción entre Chile/Alemania/Italia, dirigida junto a los italianos Domiziano Christopharo, Lorenzo Dante Zanoni y el alemán Kai A. Bogatzki y representada internacionalmente por la agencia EuroObscura.
El 12 de octubre de 2020 presentó en el festival de cine fantástico de Sitges, la antología de horror y fantasía chilena Apps,  junto a los directores José Miguel Zúñiga, Sandra Arriagada y Camilo León. La película se estrenará en salas comerciales de Latinoamérica, desde finales del primer semestre 2021.
Actualmente está desarrollando Malebolgia, un film de horror/ciencia ficción en coproducción entre Chile, Argentina y México, a filmarse a mediados del 2021 en la provincia argentina de Córdoba.
Es productor ejecutivo de "Oveja Negra", serie ganadora del Consejo Nacional de Televisión chileno, dirigida por Sandra Arriagada que se filmará durante el 2021.

## Filmografía
| Año  | Título                                         | Tipo                          | Director | Guionista | Productor | Montajista |
| ---- | ---------------------------------------------- | ----------------------------- | -------- | --------- | --------- | ---------- |
| 2009 | Sofanor Tobar                                  | Cortomatraje de ficción       |          |           | Sí        |            |
| 2010 | Fascinum                                       | Cortomatraje de ficción       | Sí       | Sí        | Sí        | Sí         |
| 2010 | De Contemptu Mundi                             | Cortomatraje de ficción       | Sí       | Sí        | Sí        |            |
| 2011 | Muerte Ciega (Zombie Dawn para Estados Unidos) | Largometraje de ficción       | Sí       | Sí        | Sí        |            |
| 2014 | Perfidia                                       | Largometraje de ficción       | Sí       | Sí        | Sí        | Sí         |
| 2015 | Sendero                                        | Largometraje de ficción       | Sí       | Sí        | Sí        | Sí         |
| 2017 | Trauma                                         | Largometraje de ficción       | Sí       | Sí        | Sí        | Sí         |
| 2020 | ILL. Final Contagium                           | Antología de horror/biológico | Sí       | Sí        | Sí        | Sí         |
| 2020 | Apps                                           | Antología de horror/fantasía  | Sí       | Sí        | Sí        |            |